# Sở giao dịch chứng khoán Hàn Quốc

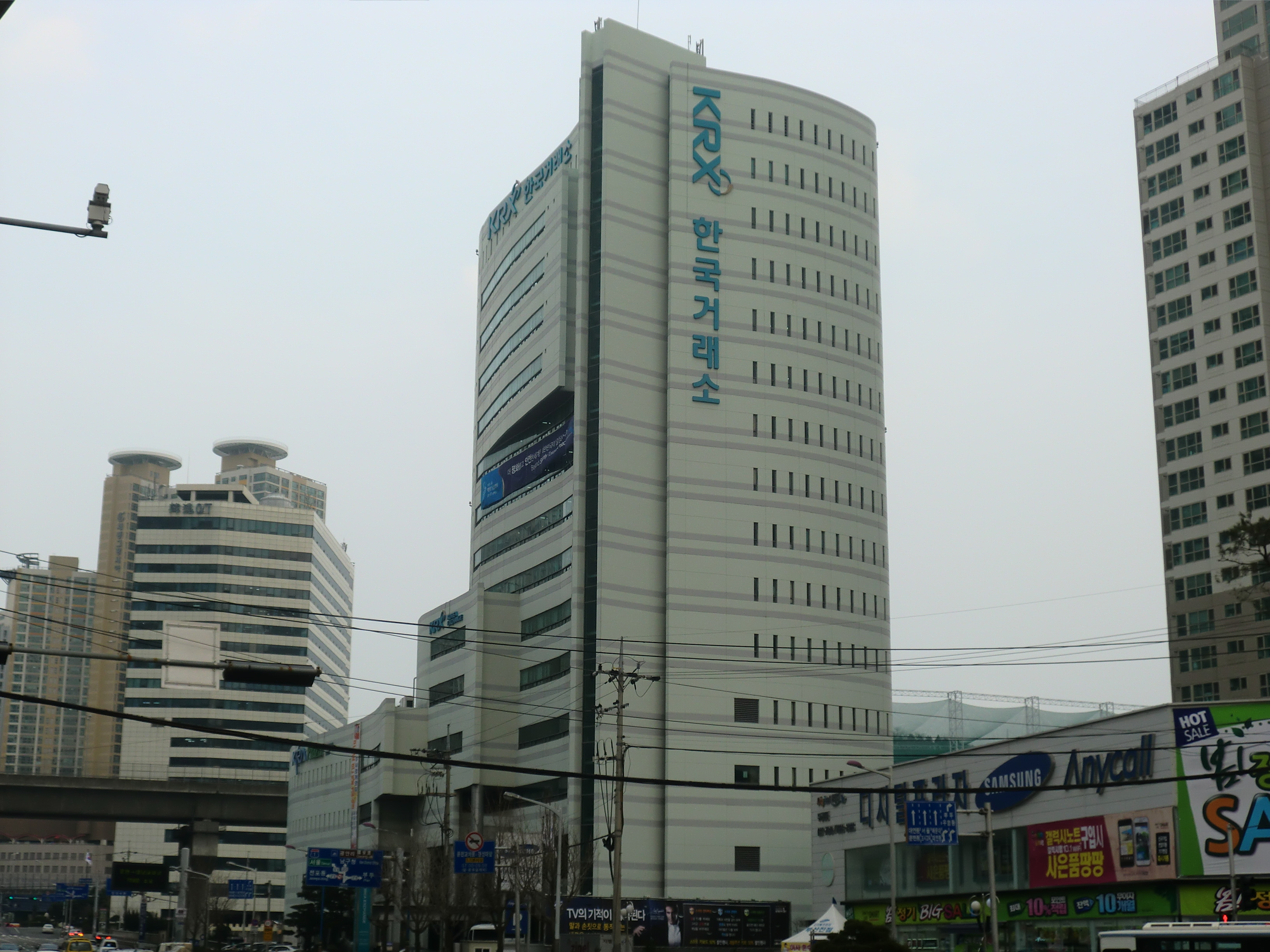
Tòa nhà Sở giao dịch chứng khoán Hàn Quốc (KRX)

Logo của KRX

Sở giao dịch chứng khoán Hàn Quốc (Korea Exchange/KRX; tiếng Hàn: 한국거래소/Hanguk Georaeso) là đơn vị điều hành sàn giao dịch chứng khoán duy nhất tại Hàn Quốc. Trụ sở chính đặt tại Busan và có văn phòng giám sát thị trường tiền mặt và thị trường tại Seoul. Sàn giao dịch chứng khoán Hàn Quốc được thành lập thông qua việc sáp nhập các định chế Sàn giao dịch chứng khoán Hàn Quốc (KSE), Sàn giao dịch hàng hóa tương lai Hàn Quốc và Thị trường chứng khoán KOSDAQ theo Đạo luật Sàn giao dịch chứng khoán và tương lai Hàn Quốc (Korea Stock & Futures Exchange Act). Tính đến tháng 5 năm 2021, Sàn giao dịch chứng khoán Hàn Quốc có 2.445 công ty niêm yết với tổng vốn hóa thị trường là ₩2.604 nghìn tỷ KRW (tương đương 2,3 nghìn tỷ USD) là một trong số những sàn giao dịch có quy mô vốn hóa hàng đầu thế giới. Chỉ số giao dịch chứng khoán là KOSPI (한국종합주가지수/Hanguk jonghap juga jisu).

## Giờ giấc
Thị trường chứng khoán và phái sinh của các sàn giao dịch trước đây hiện là các bộ phận kinh doanh của Sàn giao dịch chứng khoán Hàn Quốc. Bộ phận thị trường chứng khoán, Bộ phận thị trường KOSDAQ và Bộ phận thị trường phái sinh. Sàn giao dịch có các phiên giao dịch bình thường từ 09:00 sáng đến 03:30 chiều vào tất cả các ngày trong tuần, trừ thứ Bảy, Chủ Nhật và các ngày lễ do Sàn giao dịch thông báo trước. Vào ngày 22 tháng 5 năm 2015, Sàn giao dịch chứng khoán Hàn Quốc đã tham gia Sáng kiến Sàn giao dịch chứng khoán bền vững của Liên hợp quốc trong một sự kiện có sự tham dự của Tổng thư ký Ban Ki-moon, cũng như các quan chức cấp cao từ UN Global Compact và UNCTAD.
| Phiên GD        |           | Giờ GD        | Giờ nhận đặt lệnh |
| --------------- | --------- | ------------- | ----------------- |
| Phiên thường kỳ |           | 09:00 ~ 15:30 | 08:30 ~ 15:30     |
| Phiên ngoài giờ | Trước giờ | 08:00 ~ 09:00 | 08:00 ~ 09:00     |
| Phiên ngoài giờ | Sau giờ   | 15:40 ~ 18:00 | 15:30 ~ 18:00     |

Báo giá là báo giá đặt lệnh do các Thành viên gửi thay mặt cho khách hàng của họ và chỉ được gửi đến Sàn giao dịch trong Giờ nhận đặt lệnh báo giá. Các ngày giao dịch trên thị trường KRX KOSPI là từ Thứ Hai đến Thứ Sáu và không có giao dịch hoặc thanh toán nào được thực hiện vào những ngày sau:
- Ngày lễ theo quy định của chính phủ (bao gồm Chủ Nhật, ngày Bầu cử Quốc gia)
- Ngày Quốc tế Lao động (ngày 1 tháng 5)
- Thứ Bảy
- Ngày 31 tháng 12 hàng năm khi đó là ngày lễ hoặc Thứ Bảy, nếu không thì là ngày làm việc trước đó gần nhất với ngày 31 tháng 12
- Một số ngày nhất định được KRX coi là cần thiết do điều kiện thị trường.

## Sản phẩm
KOSPI Market Division
- Cổ phiếu
- Trái phiếu
- Quỹ giao dịch hoán đổi (ETF)
- Chứng quyền liên kết với sàn giao dịch (ELW)
- Quỹ đầu tư bất động sản (REIT)

KOSDAQ Market Division
- Cổ phiếu

Thị trường phái sinh (Derivatives Market Division)
- Công cụ chỉ số: KOSPI 200 Index Futures, KOSTAR Futures, KOSPI 200 Index Options
- Single Stock Futures
- Quyền chọn cổ phiếu
- Công cụ lãi suất: KTB (Trái phiếu kho bạc Hàn Quốc) Futures 3 năm, KTB Futures 5 năm, KTB Futures 10 năm
- Công cụ ngoại hối: USD Futures, JPY Futures, EUR Futures, USD Options
- Công cụ hàng hóa: Vàng Futures, Mini-gold Futures, Lean Hog Futures